# Echinodium hispidum
Echinodium hispidum là một loài Rêu trong họ Echinodiaceae. Loài này được (Hook. f. & Wilson) Reichardt miêu tả khoa học đầu tiên năm 1870.